# Heteropternis obscurella
Heteropternis obscurella (engl. „Long-legged bandwing“) ist eine Kurzfühlerschrecke aus der Familie der Feldheuschrecken (Acrididae), die in Australien und Südostasien verbreitet ist.

## Merkmale
Erwachsene Weibchen können zwischen 25 und 35 Millimeter lang werden, während männliche Exemplare eine Länge von 20 bis 25 Millimetern erreichen. Die Körperfarbe der Imagines ist typischerweise dunkelbraun bis fast schwarz. Im Profil wird der Kopf etwa auf der gleichen Höhe oder nur leicht höher als der Halsschild gehalten. Der Halsschild selbst besitzt in der Mitte einen leichten Kiel. Die insgesamt dunkel gesprenkelten Deckflügel weisen an ihrem Ende einen dunkleren Fleck auf. Die Schenkel (Femuren) haben oberseitig eine Diamantform, die Schienen (Tibien) sind rot gefärbt. Die rauchgrau gefärbten Hinterflügel weisen an ihrem Ende einen undeutlich begrenzten Fleck auf.
Die erwachsenen Tiere der Art können äußerlich leicht mit dem „Australian plague locust“ Chortoicetes terminifera verwechselt werden, der eine ähnliche Größe, Form und Färbung hat. Der Körper von Chortoicetes terminifera ist im Vergleich zu Heteropternis obscurella jedoch heller und weniger stämmig und der Fleck an den Hinterflügeln ist klarer begrenzt. Zudem landet Chortoicetes terminifera nach kurzen Flügen meist dem Beobachter zugewandt, was bei Heteropternis obscurella nicht die Regel ist.
Die Nymphen sind ebenfalls meist dunkelbraun bis schwarz gefärbt, manchmal auch grünlich. In den frühen Entwicklungsstadien besitzen sie einen deutlich ausgebildeten seitlichen hellen Streifen, der von unter dem Auge bis zur Mitte des Halsschildes verläuft. Bei den braun gefärbten Individuen ist dieser Streifen weißlich, bei den grünen Tieren weist er eine blassgrüne Farbe auf. In späteren Entwicklungsstadien bleibt dieser Streifen am Kopf sichtbar, er wird jedoch auf dem Halsschild undeutlicher und an der Hinterkante des Schildes entwickelt sich stattdessen ein heller Kragen. Die Beine und die Unterseite des Körpers sind dicht mit Haaren überzogen. Die dunkel gefärbten Antennen besitzen eine helle Spitze und sind etwas länger als der Kopf hoch ist. Die Femuren weisen insbesondere in den frühen Entwicklungsstadien ein deutliches Band auf, welches dann mit der Zeit weniger ausgeprägt ausfällt. Die Tibien sind insgesamt dunkel, ihr oberes Viertel ist jedoch heller.
Die Nymphen können ebenfalls mit denen von Chortoicetes terminifera, die wiederum mit einer ähnlichen Größe, Form und Färbung aufwarten können,  verwechselt werden. Die Hauptunterscheidungsmerkmale zu den Nymphen von Chortoicetes terminifera sind der helle Kopfstreifen, ein heller Kragen und das Fehlen einer x-förmigen Markierung auf der Oberseite des Halsschildes.

## Vorkommen und Lebensraum
Auf dem Australischen Kontinent ist Heteropternis obscurella endemisch und vor allem in den tropischen und subtropischen Küstenregionen verbreitet. Die Art kommt in allen Bundesterritorien mit Ausnahme Tasmaniens vor. In den meisten Landesteilen ist die Art häufig vertreten, lediglich aus den gemäßigteren Klimaregionen von South Australia und Victoria sind nur vereinzelte Bestände bekannt. Eine geringe Zahl an Populationen wurde auch im ariden Inneren des Kontinents, insbesondere im östlichen Western Australia und im südlichen Northern Territory, nachgewiesen.
Außerhalb des australischen Kontinents ist Heteropternis obscurella auf Neuguinea und auf der Inselwelt des östlichen Indonesiens verbreitet.

## Lebensweise
Die Art ernährt sich unter anderem von Zuckerrohr (Saccharum officinarum) und Okra (Abelmoschus esculentus), der verursachte Schaden in Plantagen wird jedoch zumindest in Papua-Neuguinea als gering eingestuft.
Sie wird von Milben der Gattungen Trombella und Charletonia parasitiert, die sich meist an der Membran zwischen Prothorax und Mesothorax ansetzen.

## Systematik
Die Art wurde erstmals im Jahr 1853 durch den französischen Entomologen Charles Émile Blanchard beschrieben, der ihr den Namen Oedipoda obscurella gab. Das Typusexemplar befindet sich im Muséum national d’histoire naturelle in Paris. Der britische Insektenkundler William Forsell Kirby ordnete die Art 1910 in die Gattung Chortoicetes ein.
Der heute gültige Name Heteropternis obscurella wurde im Jahr 1920 von dem schwedischen Entomologen Yngve Sjöstedt vergeben. Der Gattung Heteropternis gehören nach derzeitigem Wissensstand 18 weitere Arten an, die in Australien und in der Alten Welt verbreitet sind.